# Týmfi
Týmfi, Tymphe, Timfi, ook Tymphi (Grieks: Τύμφη) is een berg in het noordelijke Pindosgebergte, in het noordwesten van Griekenland. Het maakt deel uit van het district Ioannina en ligt in de gemeente Zagori. Tymfi vormt een massief met de hoogste top, Gamila, op 2497 m. Het massief van Tymfi omvat in het zuidelijke deel de Vikoskloof en maakt deel uit van het Vikos-Aoös Nationaal Park. De voormalige gelijknamige gemeente dankt haar naam aan de berg.

## Etymologie
Týmfi wordt geschreven in veel vormen: Tymfi, Tymphe, Timfi of Tymphi. De exacte betekenis van de naam is niet bekend, maar de naam wordt al sinds de oudheid gebruikt. Er wordt gezegd dat de berg zijn naam gaf aan het oude gebied van Tymphaea en de oude stam die het bewoonde, de Tymphaeans. De namen van de bergtoppen zijn voornamelijk van Griekse oorsprong. De hoogste piek Gamíla (Γκαμήλ) betekent kameel in het Grieks; Karterós (Καρτερός) betekent machtig of krachtig; Megála Lithária (Μεγάλα Λιθάρια) betekent letterlijk grote rotsen in het Grieks; Astráka (Αστράκα) is het Griekse woord voor dakgoot; en Lápato (Λάπατο) is het Griekse woord voor zuring. Bergen met niet-Griekse namen zijn de hoogste berg van Goúra (Γκούρα) wat afgeleid is van het Albanese woord gur dat rots betekent; en Tsoúka Róssa (Τσούκα Ρόσσα) wat in Roemeens "rode piek" betekent.

## Geografie
De berg is omgeven door verschillende massieven die ook deel uitmaken van het noordelijke Pindosgebergte. Ten noordoosten van Tymfi ligt de hoogste berg van Pindos, Smolikas. De berg Trapezitsa ligt in het noorden, Lygkos in het oosten en Mitsikeli in het zuiden. De rivier Aoos stroomt naar het noorden en de zijrivier Voidomatis naar het zuidwesten. Vikos Gorge ligt aan de zuidwestelijke kant van de berg.
Van oost naar west heeft de berg een lengte van 20-25 km en van noord naar zuid een breedte van ongeveer 15 km. De zuidelijke en zuidoostelijke hellingen van de berg zijn relatief glooiend. De noordkant vormt kliffen van 400 m, terwijl de westkant eveneens steil is. Het massief omvat verschillende toppen van meer dan 2400 meter hoog. Van west naar oost zijn het meest prominent: Astraka, 2436 m, Ploskos, 2377 m, Gamila, 2497 m, Gamila ΙΙ, 2.480 m, Karteros, 2.478 m, Megala Litharia, 2.467 m, Tsouka Rossa, 2.379 m en Gkoura, 2.466 m.
De berghut 'D. Georgoulis' die tijdens de zomermaanden open is, bevindt zich op de bergpas tussen de toppen van Astraka en Lapatos op 1930 m hoogte. Op de berg zijn verschillende meren gevormd, waarvan sommige in de zomer droog staan. Van de meren die het hele jaar door water bevatten, is de bekendste Drakolimni (letterlijk 'Drakenmeer' in het Grieks), die is ontstaan na de terugtrekking van de gletsjers. Het meer is gelegen op een hoogte van 2000 m ten noordwesten van Ploskos. De maximale diepte is 4,95 m terwijl het oppervlak 1 hectare beslaat.

## Geologie

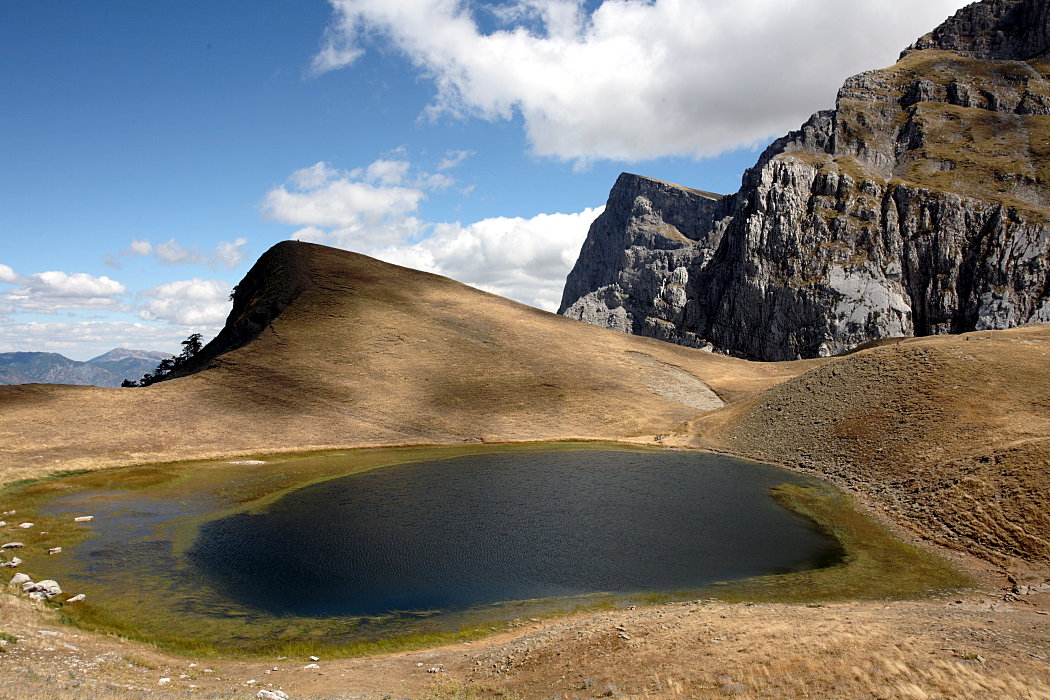
Drakolímni (2054 m) met Gamíla (2497 m) op de achtergrond. De kliffen aan de rechterrand van de foto behoren tot Plóskos (2377 m).

Tymfi bestaat grotendeels uit Paleoceen-Eoceen kalksteen, met dolomiet op de noordelijke steile helling. De lagere hellingen worden gedomineerd door jongere flysch-rotsen, die bestaan uit zandsteen en siltsteen.
Een aantal verticale grotten en kloven zijn te vinden in het gebied rond het dorp Papingo, dat in de buurt van de toppen van Gamila en Astraka ligt. De grot van "Provatina", met een diepte van 408 m, een van de diepste ter wereld, werd voor ontdekt in 1965 door Britse speleologen van de Cambridge University Caving Club, en is sindsdien onderzocht door een groot aantal expedities. De nabijgelegen Eposkloof, met een diepte van 451 m, voert het water af dat afkomstig is van de omliggende plateaus.

## Klimaat
Er is geen meteorologisch station op de berg zelf en de dichtstbijzijnde bevindt zich in het dorp Papingo. Het klimaat van het Vikos-Aoös Nationaal Park dat de berg omvat is mediterraan maar gaat over in een continentaal klimaat. In het gebied van het mediterrane klimaat is veel neerslag in de wintermaanden en een droog in de zomer. Tijdens de wintermaanden komen in het gebied extreem lage temperaturen voor. De omstandigheden in de bergen kunnen aanzienlijk verschillen van die in lagere regio's in hetzelfde gebied. De winters zijn bijzonder streng en de berg is van herfst tot eind mei bedekt met sneeuw.

## Toegang
De berg ligt in de gemeente Zagori en de dichtstbijzijnde dorpen zijn Iliochori, Vrysochori en Laista in het oosten, Skamneli en Tsepelovo in het zuiden, en Papingo en Vikos in het (zuid)westen. Faciliteiten in de bovengenoemde dorpen variëren, maar de meeste bieden restaurants en accommodatie. De dichtstbijzijnde stad is Konitsa in het noordwesten. De dichtstbijzijnde stad met een luchthaven is Ioannina, ongeveer 60 km ten zuiden van Papingo. De busdienst van Ioannina biedt zeven dagelijkse ritten aan naar Konitsa en twee wekelijkse diensten naar Papingo. De GR-20 (Kozani - Siatista - Ioannina) loopt vlak langs de westelijke, noordwestelijke en noordelijke kant van de berg.

## Natuur
Het grootste deel van de berg, met uitzondering van het meest zuidelijke deel rond de top van Astraka, maakt deel uit van het Vikos-Aoös Nationaal Park. Het park is een beschermd gebied en stelt beperkingen aan de bezoekers. Het WWF heeft een informatiecentrum in het dorp Papingo.
Tymfi heeft de grootste geregistreerde populatie gemzen (Rupicapra rupicapra balcanica) in Griekenland, met een populatie tussen 120 en 130 individuen. Hoewel gemzen op de rode lijst van IUCN niet als bedreigd staan aangegeven, wordt aangenomen dat de populaties afnemen. Alpine reptiel- en amfibiesoorten komen ook in het gebied voor. Vipera ursinii leeft in de graslanden van de berg en wordt beschouwd als een bedreigde soort. De amfibische alpine salamanders (Triturus Alpestris), die in de bergmeren leven, voornamelijk in en rond Drakolimni, worden geassocieerd met lokale volksverhalen over draken en drakengevechten. Geelbuikvuurpadden (Bombina variegata) komen ook veel voor in datzelfde gebied.

## Routes
De eenvoudigste en meest gebruikte klimroute begint bij het dorp Papingo, gelegen aan de westkant van de berg op een hoogte van 980 m. Het pad dat naar de berghut Astraka leidt, is ongeveer 6 km lang. Het maakt deel uit van het Griekse nationale pad O3 en is over het algemeen goed gemarkeerd met borden (rode ruit op wit) en rode stippen en pijlen op rotsen en boomstammen. Vanuit de hut kunnen de wandelaars 2,8 km naar het noordoosten gaan naar Drakolimni of 6 km. naar het zuidoosten om de Gamila te bereiken, de hoogste top van de berg op 2497 m. In beide gevallen zijn er geen wegwijzers en moeten de wandelaars vertrouwen markeringen op rotsen of schaarse kleine borden die aan houten palen zijn bevestigd. De wandeling van Papingo naar de hut duurt 2-3 uur en de heen- en terugreis van de hut naar Drakolimni nog eens 2 uur. De berg is ook toegankelijk vanuit andere omliggende dorpen, maar de paden zijn langer en het terrein ruwer en steiler. Vanuit het dorp Vrysochori aan de oostkant van de berg leidt een pad van 12,8 km naar de Gamila-piek via de Karterospas. Vanaf het dorp Vradeto ten zuiden van de berg is het pad naar de top ongeveer 14,9 km. Paden die naar de berg leiden, kunnen ook worden gevolgd vanuit Konitsa en Tsepelovo. Deze routes zijn slecht en nauwelijks gemarkeerd, meestal door rode verfvlekken op rotsen, en zijn in sommige gevallen onduidelijk en bedekt met vegetatie.

### Klimmen
De noordoostelijke zijde van Gamila kent 8 klimroutes en Gamila II 6. De Astraka en Tsouka Rossa hebben elk verschillende klimroutes. De eerste telt 30 routes in zowel de noordwestelijke als de noordoostelijke zijde en de laatste 19 routes. Potentiële klimmers moeten er rekening mee houden dat een aantal van de routes vrij nieuw zijn. Bovendien zijn sommige locaties in de berg geïsoleerd en kunnen reddingsdiensten het in geval van nood bijzonder moeilijk het gebied bereiken.

## Galerij

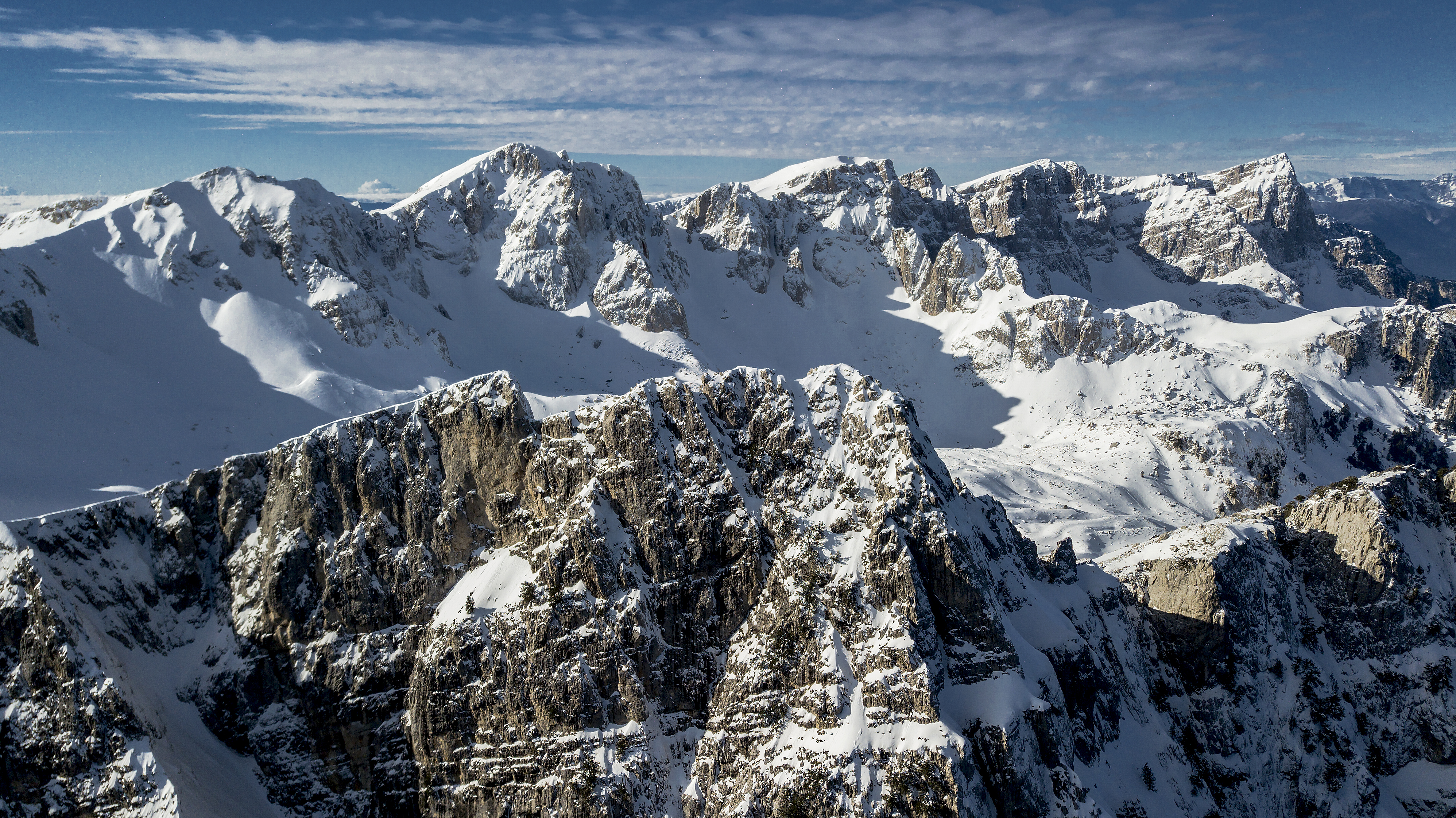
Luchtfoto van Tymfi
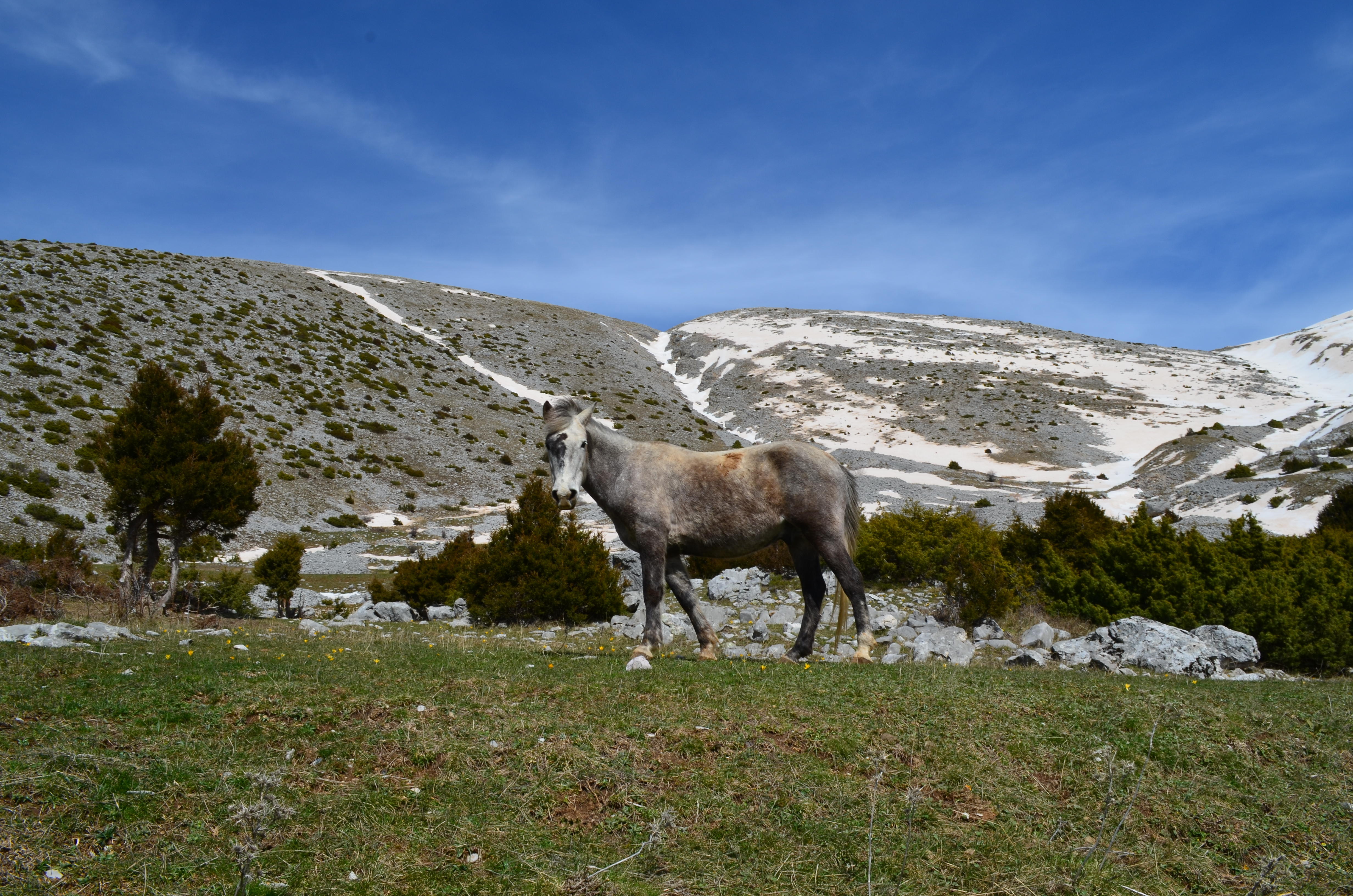
Paard in het besneeuwde landschap van de berg
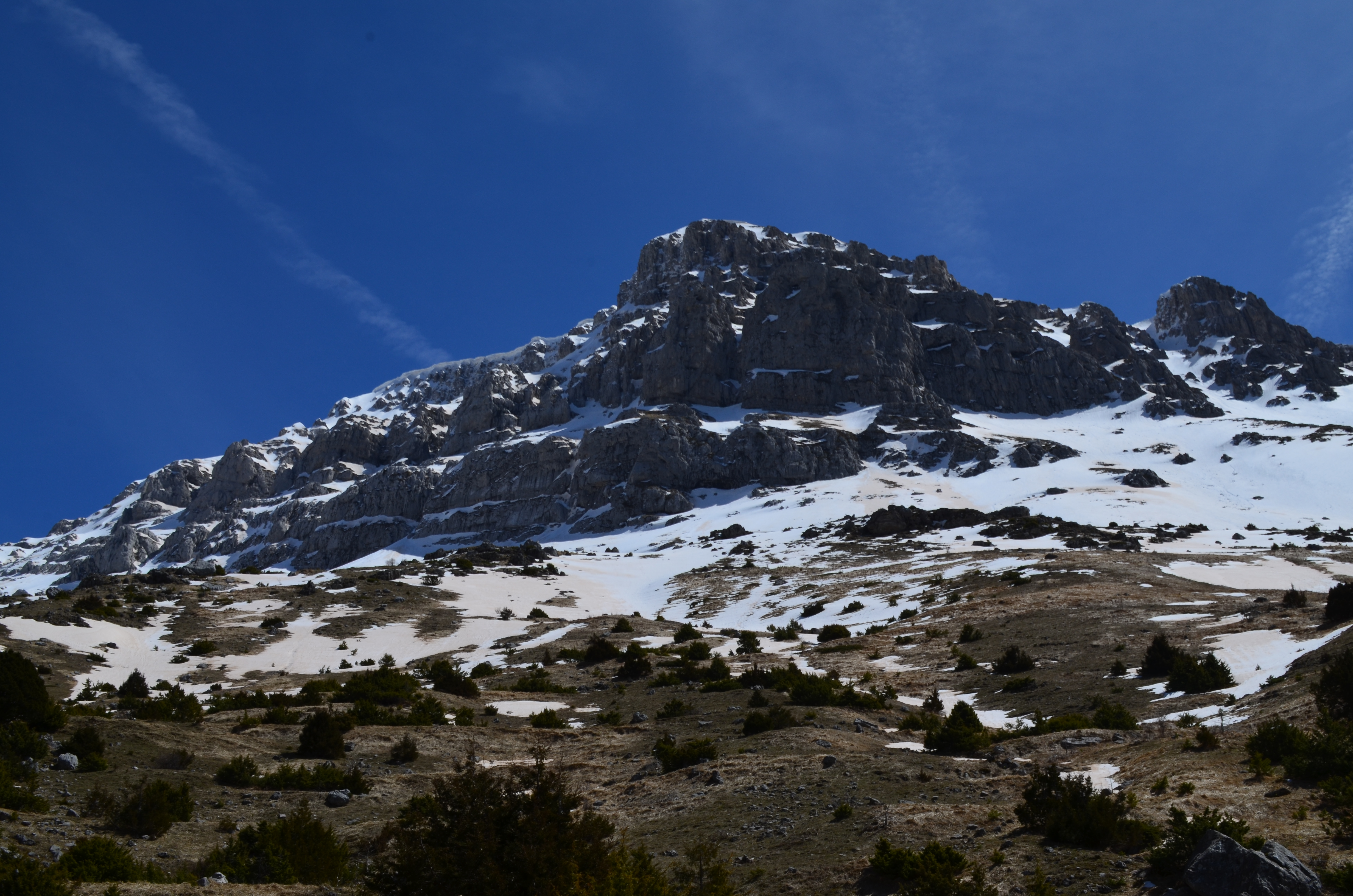
Besneeuwde landschap van de berg
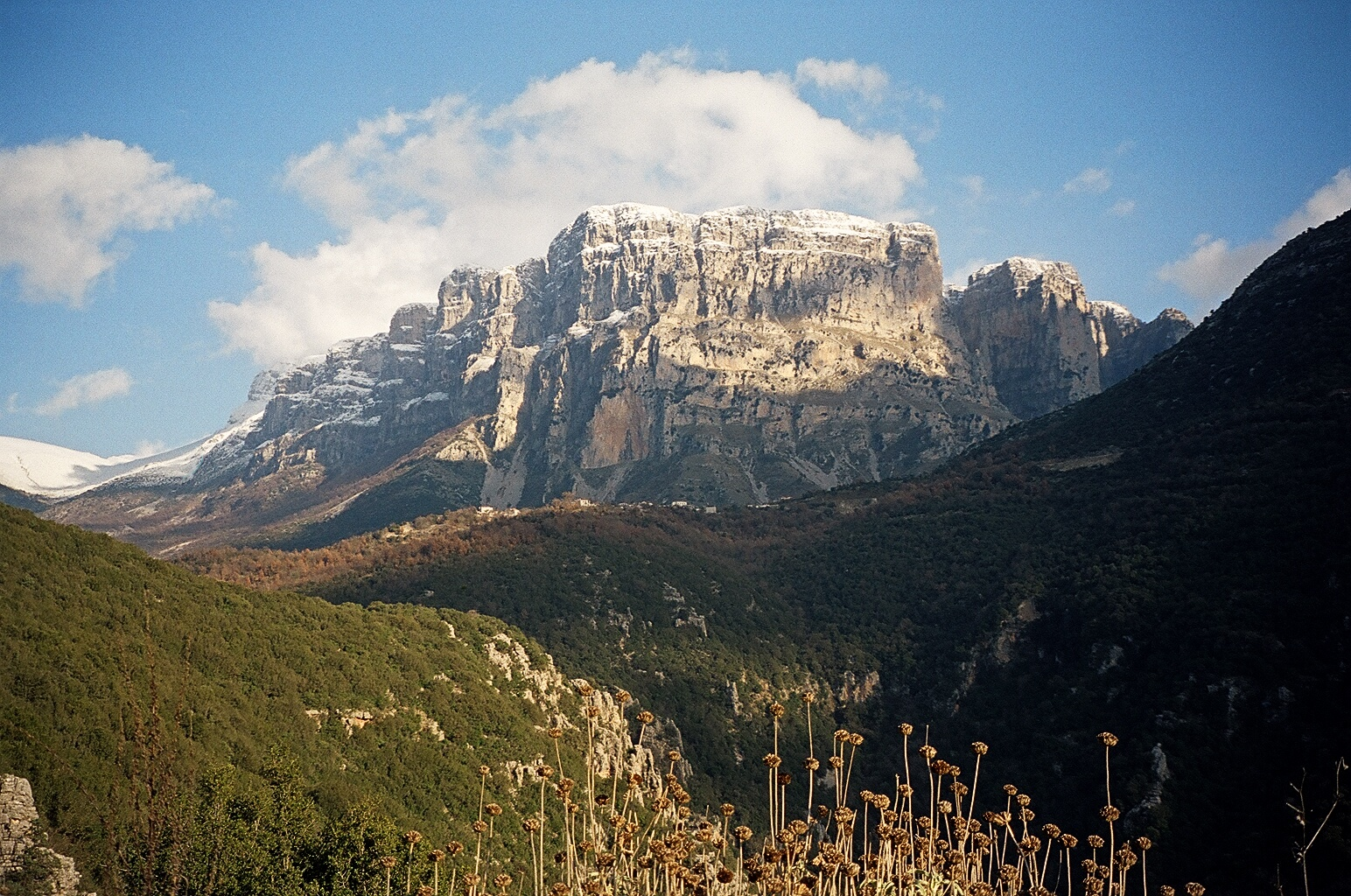
Gamila